# Lonicera albiflora
Lonicera albiflora är en kaprifolväxtart som beskrevs av John Torrey och Gray. Lonicera albiflora ingår i släktet tryar, och familjen kaprifolväxter. Inga underarter finns listade i Catalogue of Life.